# Agenturkosten
Agenturkosten sind in der neuen Institutionenökonomik alle Kosten, die im Rahmen einer Prinzipal-Agent-Beziehung entstehen.

## Allgemeines
Die Prinzipal-Agent-Theorie untersucht die Beziehung zwischen Prinzipal und Agent unter der Bedingung ungleich verteilter Informationen und divergierender Ziele unter Berücksichtigung von Unsicherheit und Risikoneigung. Eine Prinzipal-Agent-Beziehung entsteht, wenn zwischen dem Prinzipal (Auftraggeber) und dem Agenten (Auftragnehmer) ein Vertrag geschlossen wird, bei dem der Agent einen Wissensvorsprung besitzt, so dass zwischen beiden eine Informationsasymmetrie besteht, die für den Prinzipal nicht wünschenswert ist. Zudem verfolgen beide Wirtschaftssubjekte unterschiedliche Ziele (Unternehmensziel, persönliches Ziel, Staatsziel). Prinzipal-Agent-Beziehungen sind dadurch definiert, dass ein Wirtschaftssubjekt (der Prinzipal; Unternehmen, Privatpersonen, der Staat) ein anderes (den Agenten) engagiert, damit dieses im Interesse des Prinzipals bestimmte Aufgaben wahrnimmt.
Agenturkosten entstehen, wenn von einem vollständigen, idealen Vertrag durch einen unvollständigen Vertrag abgewichen wird. Agenturkosten entstehen dabei sowohl für den Prinzipal als auch beim Agenten, wenn diese (auch nachträglich) den Versuch unternehmen, die Informationsasymmetrie zu ihren Gunsten zu beseitigen.

## Arten
Unterschieden werden drei Arten von Agenturkosten:
- Steuerungs- und Kontrollkosten entstehen dem Prinzipal daraus, dass er versuchen muss, die Leistungserbringung des Agenten zu steuern bzw. zu überwachen. Dazu gehören unter anderem die Kosten des Vertragsabschlusses (etwa Anwaltsgebühren), Kosten der Anreizgestaltung oder Risikoprämien. Der Prinzipal muss beobachten können, dass seine Anweisungen vom Agenten befolgt werden.
- Garantiekosten entstehen dem Agenten dadurch, dass er den Prinzipal davon überzeugen muss, dass er ihn während der Vertragslaufzeit nicht opportunistisch ausnutzen wird. Hierzu gehören unter anderem Kosten der Selbstkontrolle, Kosten der Rechenschaftslegung, Beschaffungskosten von Informationen über den Prinzipal und Kosten für Schadensersatzverpflichtungen.
- Residualkosten entstehen dem Prinzipal dadurch, dass der Agent bei seiner Leistungserbringung das – theoretisch berechenbare – Nutzenmaximum des Prinzipals verfehlt. Sie stellen die Differenz zwischen dem möglichen Nutzenmaximum des Prinzipals und seinem tatsächlich erzielten Nutzen dar.[5]

## Beispiele
Bei der Kreditgewährung durch Kreditinstitute sind diese als Kreditgeber der Prinzipal, der Kreditnehmer ist der Agent. Zwischen beiden besteht im Regelfall eine Informationsasymmetrie, denn der Kreditnehmer könnte (negative) Informationen zurückhalten, die seinem Gläubiger für die Beurteilung der Kreditwürdigkeit (Kreditrisiko) von Bedeutung sein könnten. Sie werden zurückgehalten, um eine Ablehnung des Kreditantrags zu verhindern. Im Kreditvertrag versuchen die Institute eine Disziplinierung ihrer Schuldner etwa durch Eigenkapitalbeitrag des Kreditnehmers, eine höhere Marge in den Kreditzinsen, Covenants (wie die Bestellung von Kreditsicherheiten), Verbesserung der Informationslage (jährliche Einreichung von Bilanzen, Steuerbescheiden usw.) oder Kreditkündigung (bei unrichtigen Angaben im Kreditantrag oder wesentlicher Verschlechterung der Vermögensverhältnisse). Zur Verminderung der Informationsasymmetrie schreibt § 18 KWG die Offenlegung der wirtschaftlichen Verhältnisse des Kreditnehmers vor.
Im Versicherungswesen gibt es vergleichbare Informationsasymmetrien. Versicherungsunternehmen verlangen gemäß § 19 Abs. 1 VVG bis zum Abschluss des Versicherungsvertrags eine Anzeigepflicht über die dem Versicherungsnehmer bekannten Gefahrumstände; nach Abschluss des Versicherungsvertrags kann durch Selbstbeteiligung und Versicherungsprämien oder bei der Lebens- oder Krankenversicherung durch Attest/Gesundheitszeugnis und Versicherungsprämien das Risiko der Asymmetrie vermindert werden. Bei Großrisiken können gemäß § 65 VVG, § 210 VVG einzelne Bestimmungen des VVG abdingbar sein.
Kreditinstitute und Versicherer müssen zwischen der vorvertraglichen und der nachvertraglichen Asymmetrie unterscheiden. Eine Rolle spielen sowohl objektive Aspekte des Kredit- und Versicherungsvertrages (englisch hidden characteristics) als auch das für die Vertragsdurchführung maßgebliche subjektive Verhalten der Kredit- und Versicherungsnehmer (englisch hidden action). In der Fachliteratur wird der erste Fall gewöhnlich über die adverse Selektion, letzterer als Moral Hazard behandelt.
Agenturkosten sind in diesen Fällen insbesondere die Informationskosten der Informationsbeschaffung, wenn Banken und Versicherungen sich Auskünfte von Dritten (Auskunfteien, Ratingagenturen) besorgen.

## Wirtschaftliche Aspekte
Agenturkosten dienen vor allem dazu, die Effizienz der Vertragspartner und Vertragsgestaltung zu bestimmen. Durch eine optimale Vertragsgestaltung können Agenturkosten minimiert werden, im Idealfall sind sie beim Pareto-Optimum gleich Null. Das Pareto-Optimum ist erreicht, wenn der Nutzen der einen Vertragspartei nicht mehr erhöht werden kann, ohne dass sich der Nutzen der anderen Vertragspartei vermindert. Dies ist jedoch lediglich bei vollständiger Information möglich, bei der aber keine Prinzipal-Agent-Beziehung besteht. Anreizsysteme beteiligen den Agenten am Ertrag, sind jedoch mit Agenturkosten verbunden, so dass ein Trade-off zwischen den Agenturkosten und dem Produktivitätszuwachs durch verbesserte Anreizwirkung zu berücksichtigen ist.
Die Informationsökonomik hebt eine der zentralen Hypothesen der allgemeinen Gleichgewichtstheorie auf – die Annahme der symmetrisch zwischen den Marktteilnehmern verteilten Information – und ersetzt sie durch eine asymmetrische Informationsverteilung. Ein Moral Hazard entsteht aus dem Anreiz jeder Vertragspartei, im Eigeninteresse zu handeln und unter Umständen gegen die Interessen der anderen Partei zu verstoßen. Adverse Selektion behandelt die Verdrängung vorteilhafter Geschäfte vom Markt, wenn heterogene Güter mit durchschnittlichen Marktpreisen bei asymmetrischer Informationsverteilung angeboten werden.